# 마블 시네마틱 유니버스: 페이즈 3
마블 시네마틱 유니버스의 페이즈 3(Marvel Cinematic Universe: Phase Three)은 미국의 마블 스튜디오에서 마블 코믹스 작품들을 원작으로 삼아 제작한 슈퍼히어로 영화 시리즈이다. 2016년 영화 《캡틴 아메리카: 시빌 워》로 시작해서 2019년 영화 《스파이더맨: 파 프롬 홈》까지 총 열한 편의 작품으로 구성되어 있다. 여기에는 크로스오버 작품인 《어벤져스: 인피니티 워》 (2018)과 그 후속작인 《어벤져스: 엔드게임》 (2019)가 들어가 있다. 이들 영화의 프로듀서는 전부 케빈 파이기가 맡았으나, 《스파이더맨: 홈커밍》과 《스파이더맨: 파 프롬 홈》에서는 에이미 파스칼이, 《앤트맨과 와스프》에서는 스티븐 브루사드가 공동으로 맡았다. 열한 편의 전세계 박스오피스 흥행기록을 모두 합치면 135억 달러를 넘으며, 평론계와 일반 관객으로부터 긍정적인 반응을 얻었다. 특히 《어벤져스: 엔드게임》의 경우 역사상 가장 높은 흥행을 거둔 작품에 등극하기도 했다.
페이즈 3에서는 크리스 에번스와 톰 홀랜드가 총 다섯 편에 걸쳐 주·조연 및 카메오로 등장하면서 최다 출연 횟수를 기록하였다. 영화 외에도 마블 스튜디오는 토르에 초점을 맞춘 모큐멘터리 단편영화 세 편을 제작하였으며, 본 영화와 스토리가 연계되는 코믹북도 출판하였다. 페이즈 3은 페이즈 1, 페이즈 2와 함께 '인피니티 사가'를 이루며, 인피니티 사가 이후의 이야기를 다룬 페이즈 4로 이어질 예정이다.

## 기획
2014년 10월 28일, 미국 할리우드의 엘 캐피탄 극장에서 케빈 파이기 마블 스튜디오 사장이 페이즈 3의 전반적인 제작 계획을 발표하였다. 허나 이 때 발표된 개봉 일정에 《스파이더맨: 홈커밍》과 《앤트맨과 와스프》를 추가하면서 조금씩 변동이 생겼고, 결과적으로는 《토르: 라그나로크》, 《블랙 팬서》, 《캡틴 마블》의 개봉일이 수정되었다. 《어벤져스: 인피니티 워》와 《어벤져스: 엔드게임》의 경우 사전 스포일러 방지를 위해 북미 개봉일을 각각 일주일씩 앞당겨서 전세계 개봉일에 맞추도록 하였다.
이밖에도 인휴먼즈를 다룬 단독 영화 작품이 2018년 11월 2일에 개봉될 예정이었다. 이에 맞춰 2014년 12월 방영된 TV 시리즈 《에이전트 오브 쉴드》 시즌 2에서 인휴먼 종족이 처음으로 등장하였고, 차기 시즌에서도 계속해서 다뤄질 전망이었다. 2016년 4월, 인휴먼스 단독 영화의 제작이 완전히 취소되지는 않았으나, 마블 측의 개봉일정에서 공식적으로 제외된 것으로 확인됐다. 2016년 11월 케빈 파이기는 "〈인휴먼스〉는 꼭 나올 것이다. 언제가 될 진 모른다. 지금이야 TV로 나오겠지만, 누차 말했듯 페이즈 4로 접어들면 영화로 나올 것으로 본다"고 밝혔다. 그로부터 머지않아 마블 텔레비전과 IMAX 코퍼레이션은 8편 분량의 텔레비전 드라마 《인휴먼즈》의 제작 계획을 발표하였다. ABC 스튜디오스와 공동 제작하며, ABC에서 방영될 예정이다. 당시 마블 스튜디오 측은 이들 캐릭터는 TV 시리즈로 다루는 것이 더 적합하며, 기존에 제작된 영화 시리즈를 중심으로 기획된 여러 편의 시리즈에 껴넣어 다루기 보다는 한 시리즈로 따로 다루는 것이 낫다는 결론을 내렸다고 전해졌다. 《인휴먼즈》는 기존에 계획했던 영화 작품을 드라마화하는 것도, 《에이전트 오브 쉴드》에서 다룬 내용을 토대로 스핀오프 드라마로 만드는 것도 아니지만, 같은 공유 세계관을 배경으로 하고 있다고 알려졌다.
한편 2014년 발생한 소니 픽처스 엔터테인먼트 해킹 사건으로 MCU 세계관에 스파이더맨 캐릭터를 합류하는 방안을 놓고 소니와 마블 간에 논의가 오갔다는 사실이 밝혀졌다. 마블 측은 《캡틴 아메리카: 시빌 워》에서 기존의 스파이더맨과는 다른 새 캐릭터를 처음 등장시키고, 차후 어벤저스에서 계속 활약하는 한편, 소니 측에게는 작품 창작 권한을 계속 갖도록 하고 스핀오프 격의 자체 스파이더맨 영화를 제작하며 마블 캐릭터도 일부 사용할 수 있도록 하는 방안을 제시했다. 2015년 2월 9일, 마블은 공식 홈페이지에 올린 공지문을 통해 소니 픽쳐스와 협력관계를 맺고 스파이더맨을 MCU 세계관에 등장시킨다고 발표했다. 2015년 6월 23일에는 톰 홀랜드가 피터 파커 (스파이더맨) 역으로 캐스팅되었으며, 《시빌 워》와 차후 소니에서 제작될 스파이더맨 작품, 《스파이더맨: 홈커밍》에 출연한다는 소식이 전해졌다.
첫 개봉일정에서 어벤져스 시리즈도 두 작품이 예정되어 있었는데, 각각 《어벤져스: 인피니티 워 - 파트 1》과 《어벤져스: 인피니티 워 - 파트 2》라는 제목으로 되어 있었다. 허나 2016년 7월 해당 제목들은 더 이상 사용하지 않는다는 소식이 전해졌다. 이에 따라 파트 1은 《어벤져스: 인피니티 워》로 간단히 축약되었고, 파트 2의 이름은 차후 공개될 예정이라고만 전해졌을 뿐 한동안 제목 미정으로 남아 있었다. 그러다 2018년 12월 7일, 《어벤져스: 엔드게임》이란 제목이 첫번째 티저 예고편과 더불어 처음 공개되었다. 이에 대해 케빈 파이기는 제목이 다소 오랫동안 공개되지 않았던 것이 역효과를 불러온 게 아닌가 싶었지만, 인피니티 워와 엔드게임의 제작 계획을 공개했을 당시 아직 개봉도 하기 전이었던 《어벤져스: 에이지 오브 울트론》에 대한 관심을 떨어뜨렸던 경험이 있어서, 이번에도 똑같은 절차를 밟을 것을 우려해 비공개 결정을 고수했다고 밝혔다.
《블랙 팬더》는 라이언 쿠글러가 감독을 맡았는데, 최초로 흑인 감독이 MCU 영화를 맡은 사례가 되었다. 또 《캡틴 마블》에서는 애나 보든이 라이언 플렉과 함께 감독을 맡았는데, 이 역시 여성 감독으로는 최초로 MCU 영화를 맡은 사례로 남았다. 이와 더불어 페이즈 3은 MCU 세계관에 여성 히어로를 처음으로 소개하는 자리이기도 했는데 바로 《앤트맨과 와스프》의 와스프와 《캡틴 마블》의 캡틴 마블이다.
페이즈 3이 진행되는 동안 개봉된 MCU 영화들은 매해 아카데미상의 여러 부문에 후보로 지명되었으나, 그 중에서 실제로 수상을 거머쥔 것은 2019년 제91회 아카데미상에서 《블랙 팬서》가 의상상·미술상·영화음악상의 3개 부문을 거두어간 것이 유일했다. 전체 후보지명 횟수는 총 일곱 번에 달하는데 그 중에는 아카데미 작품상도 있었으며 슈퍼히어로 장르 영화로는 최초의 사례였다.
한편 페이즈 3은 스탠 리의 MCU 세계관 카메오 출연이 이뤄진 마지막 페이즈이기도 했다. 스탠 리가 마지막으로 카메오로 출연한 것은 2018년 11월 작고 이후에 개봉한 《어벤져스: 엔드게임》에서다.

## 영화 목록
| 영화                                                       | 개봉일                           | 감독                    | 각본                                                                                           | 프로듀서                    |
| ---------------------------------------------------------- | -------------------------------- | ----------------------- | ---------------------------------------------------------------------------------------------- | --------------------------- |
| 캡틴 아메리카: 시빌 워 Captain America: Civil War          | 2016년 4월 27일 2016년 5월 6일   | 앤서니 루소, 조 루소    | 크리스토퍼 마커스와 스티븐 맥필리                                                              | 케빈 파이기                 |
| 닥터 스트레인지 Doctor Strange                             | 2016년 10월 25일 2016년 11월 4일 | 스콧 데릭슨             | 존 스파이츠, 스콧 데릭슨과 C. 로버트 카길                                                      | 케빈 파이기                 |
| 가디언즈 오브 갤럭시 Vol. 2 Guardians of the Galaxy Vol. 2 | 2017년 5월 2일 2017년 5월 5일    | 제임스 건               | 제임스 건                                                                                      | 케빈 파이기                 |
| 스파이더맨: 홈커밍 Spider-Man: Homecoming                  | 2017년 7월 5일 2017년 7월 7일    | 존 와츠                 | 조너선 골드스타인과 존 프랜시스 데일리, 존 와츠와 크리스토퍼 포드, 크리스 매케너와 에릭 소머스 | 케빈 파이기 에이미 파스칼   |
| 토르: 라그나로크 Thor: Ragnarok                            | 2017년 10월 25일 2017년 11월 3일 | 타이카 와이티티         | 에릭 피어슨, 크레이그 카일과 크리스토퍼 L. 요스트                                              | 케빈 파이기                 |
| 블랙 팬서 Black Panther                                    | 2018년 2월 14일 2018년 2월 16일  | 라이언 쿠글러           | 라이언 쿠글러와 조 로버트 콜                                                                   | 케빈 파이기                 |
| 어벤져스: 인피니티 워 Avengers: Infinity War               | 2018년 4월 25일 2018년 4월 27일  | 앤서니 루소, 조 루소    | 크리스토퍼 마커스, 스티븐 맥필리                                                               | 케빈 파이기                 |
| 앤트맨과 와스프 Ant-Man and the Wasp                       | 2018년 7월 4일 2018년 7월 6일    | 페이튼 리드             | 크리스 매케나와 에릭 소머스, 폴 러드, 앤드류 배러와 가브리엘 페라리                            | 케빈 파이기 스티븐 브루서드 |
| 캡틴 마블 Captain Marvel                                   | 2019년 3월 6일 2019년 3월 8일    | 애너 보든과 라이언 플렉 | 애너 보든과 라이언 플렉, 제네바 로버트슨드워렛                                                 | 케빈 파이기                 |
| 어벤져스: 엔드게임 Avengers: Endgame                       | 2019년 4월 24일 2019년 4월 26일  | 앤서니 루소, 조 루소    | 크리스토퍼 마커스와 스티븐 맥필리                                                              | 케빈 파이기                 |
| 스파이더맨: 파 프롬 홈 Spider-Man: Far From Home           | 2019년 7월 2일 2019년 7월 2일    | 존 와츠                 | 크리스 매케나와 에릭 서머스                                                                    | 케빈 파이기 에이미 파스칼   |

### 캡틴 아메리카: 시빌 워 (2016)

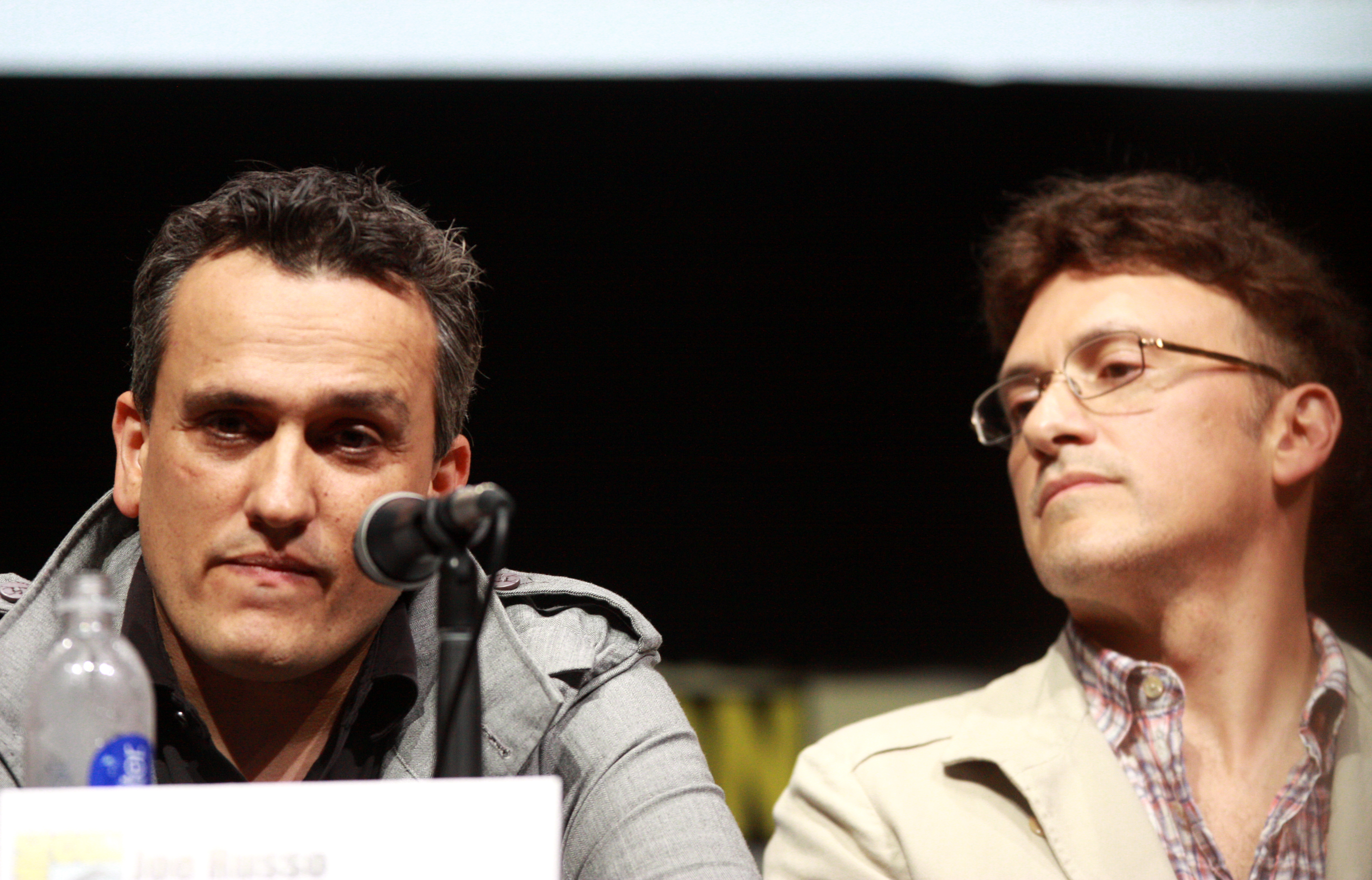
<캡틴 아메리카: 윈터 솔져>, <캡틴 아메리카: 시빌 워>, <어벤져스: 인피니티 워>, 그리고 <어벤져스: 엔드게임>을 감독한 앤서니 루소와 조 루소.

어벤져스의 활약 속에서 부수적인 피해가 적잖게 발생하자 미국 정부는 어벤져스의 관리 감독을 맡고 활동을 규제하는 이른바 '슈퍼히어로 등록제'를 통과시킨다. 이에 어벤져스 내부에서는 캡틴 아메리카가 이끄는 반대파와 아이언맨이 이끄는 찬성파로 분열되어 대립하게 된다. 그런 가운데 어벤져스에 대한 설욕을 꿈꾸는 새로운 적 제모 남작이 모습을 드러내는데.
2014년 1월 루소 형제는 캡틴 아메리카 시리즈의 제3편 감독으로 복귀하는 계약을 맺었으며, 2014년 3월에 이 사실을 공식 확인하였다. 캡틴 아메리카 역의 크리스 에반스, 프로듀서에 케빈 페이지, 각본에 크리스토퍼 마커스와 스티븐 맥필리도 복귀하게 되었다. 2014년 10월 신작의 제목이 '캡틴 아메리카: 시빌 워'로 공식 발표되었으며, 토니 스타크 역으로 로다주도 출연한다는 사실도 확인되었다. 이번 작품은 원작 코믹스인 '시빌 워' (Civil War)를 각색한 것으로, 페이즈 3의 첫 작품이기도 하였다. 2015년 4월 파인우드 애틀랜타 스튜디오에서 시작된 촬영 작업은 2015년 8월에 마무리되었다. 2016년 4월 12일 미국 할리우드에서 전세계 시사회를 가졌으며 그해 4월 27일에 전세계 개봉이, 5월 6일에 미국 개봉이 이뤄졌다.
작중 시간 배경은 <어벤져스: 에이지 오브 울트론>의 시점으로부터 일 년이 지난 시점으로 되어 있다. <캡틴 아메리카: 시빌 워>에서는 피터 파커 (톰 홀랜드)와 블랙 팬서 (차드윅 보즈맨)가 처음 등장하며, 이 둘의 단독 영화는 이후 2017년과 2018년에 각각 개봉하였다. 이밖에 <인크레더블 헐크>에서 선더볼트 로스 장군 역으로 나왔던 윌리엄 허트 역시, 이번에는 로스 미 국무장관의 모습으로 오랜만에 재출연한다. 쿠키 영상에서는 블랙 팬서가 캡틴 아메리카와 버키 번스에게 와칸다로 망명할 수 있도록 돕는 내용이 담겼다. 이때 루소 형제는 <블랙 팬서>의 감독 라이언 쿠글러로부터 와칸다의 풍경과 디자인에 관한 조언을 받아 제작하였다.

### 닥터 스트레인지 (2016)
세계 최고의 신경외과 전문의 스티븐 스트레인지는 한 순간의 교통사고로 손가락이 마비되고 잘 나가던 경력도 박살나고 만다. 험한 고지로 치유의 여정을 떠난 스트레인지는 에인션트 원과 조우하고, 그녀를 스승으로 삼아 마법을 배워 초자연적 존재의 위협으로부터 지구를 수호하게 된다.
2010년 6월 '닥터 스트레인지'의 단독 영화화 프로젝트가 처음 발표되고, 그 각본가로 토머스 딘 도넬리와 조슈아 오픈하이머가 섭외됐다. 2013년 1월 케빈 페이지는 닥터 스트레인지가 페이즈 3에 포함되어 있다는 사실을 확인하였다. 2014년 6월에는 감독에 스콧 데릭슨이 참여키로 하였으며, 그해 12월에는 주연에 베네딕트 컴버배치가 캐스팅되었다. 또한 기존의 각본을 뒤엎고 존 스파이츠가 새 각본을 쓴다는 소식도 들려왔다. 2015년 12월 C. 로버트 카길이 공동 작가로 참여하며, 이듬해 4월에는 스콧 데릭슨 감독도 각본 작업에 동참한다는 사실이 밝혀졌다. 2014년 6월 사전제작을 시작으로 2015년 11월 네팔에서 첫 촬영을 개시, 그달 말에 촬영장소를 영국의 롱크로스 스튜디오로 옮겼다. 2016년 4월 미국 뉴욕시 로케이션을 끝으로 모든 촬영을 마쳤다. 2016년 10월 13일 홍콩에서 전세계 시사회를 진행한 <닥터 스트레인지>는 2016년 10월 25일부로 전세계에 개봉되었고, 11월 4일에는 미국에서 개봉되었다.
데릭슨 감독은 영화 속 사건이 흘러가는데 걸리는 시간이 '1년 정도'이며, 스토리가 끝나는 시점은 나머지 MCU 작품 속 시점과 같다고 밝혔다. 이번 영화에서는 아가모토의 눈이라는 이름의, 시간을 조종할 수 있는 신비로운 유물이 등장하며 영화 종반부에서는 인피니티 스톤의 하나라는 사실이 밝혀진다. 크레딧 이후 쿠키 영상에서는 토르 역의 헴스워스가 카메오로 출연해 닥터 스트레인지와 만나는 장면이 담겼다. 이는 차기작 <토르: 라그나로크>에서 따온 것으로, 해당 작품을 맡은 타이카 와이티티가 감독하였다.

### 가디언즈 오브 갤럭시 Vol. 2 (2017)

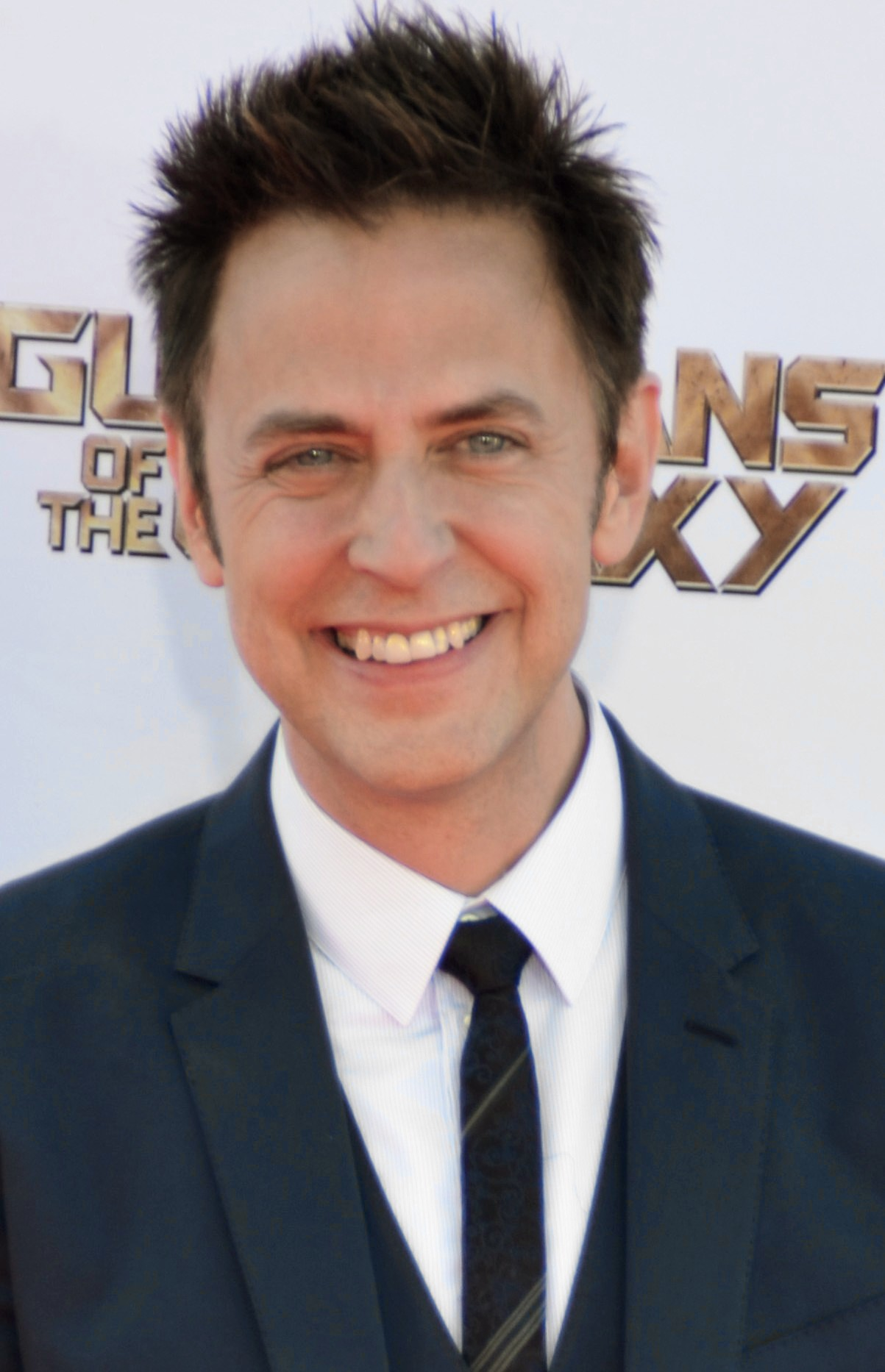
가디언즈 오브 갤럭시 시리즈의 감독, 제임스 건

새 식구를 맞이하게 된 가디언즈 오브 갤럭시는 여느 때와 다름없이 온 우주를 쏘다닌다. 그런 와중에 피터 퀼은 자신의 진정한 부모에 대해서 알아가고, 새로운 적을 마주하게 된다.
2014년 7월 <가디언즈 오브 갤럭시>의 공동 작가 니콜 펄맨은 시리즈 2편의 감독과 각본에 제임스 건 감독이 다시 맡을 예정이라고 밝혔다. 또한 스타로드 역의 크리스 프래트가 재출연하게 되었으며, 1편에 출연했던 나머지 가디언즈 멤버들도 그대로 나오는 동시에 추가 캐스팅도 진행됐다는 소식이 전해졌다. 특히 맨티스 역에 폼 클레멘티프가, 에고 역에 커트 러셀이 출연하게 됐다. 2015년 6월 공개된 영화 제목은 <가디언즈 오브 갤럭시 Vol.2>였다. 2016년 2월 파인우드 애틀랜타 스튜디오에서 촬영이 시작되어, 2016년 6월에 마무리되었으며 2017년 4월 10일 일본 도쿄에서 전세계 시사회를 가졌다. 전세계 개봉일은 2017년 5월 3일, 미국 개봉은 5월 5일이었다.
작중 배경은 전작 <가디언즈 오브 갤럭시>로부터 두세달가량 지난 시점이며, 따라서 배경 연도도 2014년으로 동일하다. 이번 작품에서는 쿠키 영상이 총 다섯 가지인데, 그 중 하나는 애덤 워록의 등장에 관한 힌트를 남겼다. 본디 제임스 건 감독은 워록을 2편에서 완전 출연시키려고 하였으나 그러지 못했고, 대신 가디언즈 시리즈 차기작에 등장할 수 있다는 여지를 분명히 밝혔다. 또 마블 시네마틱 유니버스의 우주 무대 쪽에서 "좀 중요한 역할" (a pretty important part)을 맡도록 고려하고 있다고도 밝혔다. 한편으로 엔딩 크레딧에서는 그랜드마스터 (제프 골드블럼 분)이 춤추는 장면이 등장하는데 차기작 <토르: 라그나로크>에서 다시 모습을 보이게 된다.

### 스파이더맨: 홈커밍 (2017)
토니 스타크의 지도 아래 스파이더맨으로서의 활약도, 고등학생으로서의 일상도 챙기려 애쓰는 피터 파커가 우연찮게 맞닥뜨린 벌처의 위협에 맞서는 이야기.
2015년 2월 9일 소니 픽쳐스와 마블은 공동 기자회견을 통해 마블 스튜디오 회장 케빈 페이지, 에이미 파스칼과 스파이더맨 영화를 공동 제작해 선보일 것이라고 발표하였다. 이때 스파이더맨 영화에 대한 소유, 운영, 배급권은 물론, 최종적인 창작 권한도 소니 측이 그대로 맡게 되었다. 2015년 4월 케빈 페이지는 스파이더맨 시리즈 신작의 캐릭터가 피터 파커임을 다시금 확인하였으며, 지난 2014년 10월 페이즈 3 단계의 전 작품 계획을 발표한 이래 MCU 세계관에 스파이더맨을 들이기 위한 작업을 진행해 왔다고 덧붙였다. 그는 "마블 사는 확정되지 않은 것에 대해선 공식 발표를 일체 하지 않는다. 따라서 10월에는 기존 계획을 그대로 따랐으며, 혹시나 소니와 [거래] 얘기가 됐다면 그 전부를 어떻게 바꿀 것인가에 관한 부차적 방안도 함께 두었다. [스파이더맨 영화에 관해서] 페이즈 3 만큼이나 생각해 왔다"고 밝혔다. 2015년 6월 톰 홀랜드가 스파이더맨 역에, 존 와츠가 영화 감독에 내정되었고, 그 다음달에는 각본에 존 프랜시스 데일리와 조너선 골드스타인이 참여한다는 소식이 전해졌다. 이밖에도 존 와츠와 크리스토퍼 포드, 크리스 매케나와 에릭 소머스가 작가로 참여하게 되었다. 2016년 4월에는 본 작품의 제목이 <스파이더맨: 홈커밍>으로 공식 발표됐다. 2016년 6월 파인우드 애틀랜타 스튜디오에서 시작된 영화 촬영은 약 넉 달 뒤인 2016년 10월에 마무리됐다. 2017년 6월 28일 할리우드에서 최초 시사회를 가졌으며, 7월 5일 영국을 시작으로 전세계 개봉에, 7월 7일에는 미국 내 개봉에 돌입하였다.
본 작품의 시간적 배경은 <캡틴 아메리카: 시빌 워>에서 몇 달이 지났으며, <어벤져스>로부터는 8년이 지난 시점이다. 2016년 4월 케빈 페이지는 이전 MCU 작품 속 등장인물이 본작에 등장할 것이라고 밝혔고, 그 직후 로버트 다우니 주니어 역시 이번 작품에서 아이언맨으로 다시금 등장한다는 사실을 공개하였다. 존 패브로, 팰트로, 크리스 이반스 역시 각각 해피 호건, 페퍼 포츠, 캡틴 아메리카 역으로 출연하게 되었다. 한편으로 이전에 <아이언맨>이나 <에이전트 오브 쉴드>에서 언급만 되어오던 청소작업반인 대미지 컨트롤이 처음으로 등장하여, 차후 단독 TV 드라마 시리즈를 예고하였다. 그밖에도 이전 영화 시리즈에서 나왔던 여러 가지 무기와 물건들이, 툼스와 부하들이 쓰기 위해 만들었다는 설정을 붙인 채 등장하기도 한다. 또 파커가 다니는 고등학교 수업 중에서 소코비아 협정에 관한 내용이 나오며, 학교 내에 브루스 배너 박사, 하워드 스타크, 에이브러햄 어스킨 등의 초상이 걸려 있기도 하다.

### 토르: 라그나로크 (2017)
묠니르도 없이 다른 세계에 갇혀버린 토르. 헐크와의 검투사 대결에서 반드시 살아남아 아스가르드로 복귀하고, 그곳에서 악당 헬라와 다가오는 종말, 라그나로크의 위기를 막아야 한다.
2014년 1월 마블은 토르 시리즈의 제3편 제작 계획을 발표하고, 각본에 크레이그 카일과 크리스토퍼 L. 요스트가 맡는다고 전했다. 2014년 10월에는 공식 제목인 <토르: 라그나로크>가 발표되었다. 2015년 10월 본 작품 감독으로 타이카 와이티티를 섭외하기 위한 협의에 들어갔다. 2015년 12월에는 대본 재작업 과정에 스테파니 폴섬이 참여하게 되었다. 그로부터 1년 뒤인 2017년 1월에는 대본에 에릭 피어슨이, 스토리 작업에 카일, 요스트, 폴섬이 맡게 되었다는 사실이 알려졌다. 최종적으로 영화 크레딧에 이름을 올리는 사람은 피어슨, 카일, 요스트의 세 사람뿐이었다. 세번째 시리즈에서는 크리스 헴스워스, 톰 히들스턴, 이드리스 엘바, 앤서니 홉킨스 등이 각각 토르, 로키, 헤임달, 오딘 역으로 다시 출연하며, 케이트 블란쳇이 헬라 역으로 새로 합류한다. 영화 촬영은 2016년 7월 오스트레일리아의 빌리지 로드쇼 스튜디오스에서 시작되었으며, 그해 10월 말에 모두 마무리되었다. 미국 내 시사회는 2017년 10월 10일 로스앤젤레스에서 진행되었으며 10월 24일 영국을 시작으로 전세계 개봉이, 11월 3일 미국 개봉이 이뤄지게 되었다.
작중 배경은 전작인 《토르: 다크 월드》로부터 4년이 지나고, 《어벤져스: 에이지 오브 울트론》으로부터 2년이 지난 시점이다. 여기에 《캡틴 아메리카: 시빌 워》와 《스파이더맨: 홈커밍》과 거의 동시간대로 설정되어 있다. 프로듀서를 맡은 브래드 윈더바움은 "이젠 페이즈 3의 정상에서 벌어지는 일이다. 아직도 페이즈 1에 얽매여 있는 것이 아니다"라고 분명히 한 바 있다. 라그나로크에서는 각 주연 외에도 마크 러팔로와 베네딕트 컴버배치가 헐크 역과 닥터 스트레인지 역으로 각각 출연한다. 또 이번 작품으로 《토르: 천둥의 신》에서 오딘의 보물창고에 모셔져 있는 걸로 첫 등장했던 인피니티 건틀렛이 가짜임이 밝혀졌으며, 쿠키 영상에서는 타노스의 군함인 '생츄어리 2호' (Sanctuary II)가 모습을 드러낸다.

### 블랙 팬서 (2018)
와칸다로 귀향해 왕좌에 오른 티찰라. 오랜 숙적의 음모가 전세계적인 피해를 낳자, 한 나라의 왕이자 수호자로서의 두가지 사명을 띄고 그들에게 맞서 싸우게 되는데.
기획 자체는 비교적 오랫동안 진행된 영화로, 2011년 1월 영화 각본에 다큐멘터리 감독 마크 베일리가 내정된 바 있었다. 2014년 10월에는 주인공 티찰라 (블랙 팬서) 역에 차드윅 보즈맨이 캐스팅되었다는 소식이 밝혀졌고, 2016년 1월에는 라이언 쿠글러가 감독을, 2월에는 조 로버트 콜이 시나리오 작가를 맡는다는 사실이 확인됐다. 2016년 4월 파이기는 쿠글러 감독 역시 공동 각본을 맡는다고 밝혔다. 2017년 1월 미국 애틀랜타주에 있는 EUE/스크린젬스 스튜디오에서 촬영이 개시되었으며, 2017년 4월에 마무리됐다. 이후 2018년 1월 29일 미국 로스앤젤레스에서 시사회를 가졌고, 2018년 2월 13일 전세계 개봉, 2월 16일 미국 내 개봉이 이뤄졌다. 여기에 디즈니 영화 사상 처음으로 아프리카 다수 국가를 대상으로 한 개봉도 이뤄지게 되었다.
작중 배경은 《캡틴 아메리카: 시빌 워》로부터 일주일이 지난 시점이다. 이전 작에서 등장한 바 있던 플로렌스 카숨바 (아보 역), 앤디 서키스 (율리시스 클로 역), 마틴 프리만 (에버렛 K. 로스 역), 존 카니 (티차카 역)가 다시 출연한다. 영화 마지막의 쿠키 영상에서는 세바스티안 스탄이 버키 반스 역으로 카메오 출연한다.

### 어벤져스: 인피니티 워 (2018)
인피니티 스톤을 모두 모으려는 타노스의 음모를 뿌리치기 위해 어벤져스와 가디언즈 오브 갤럭시가 힘을 합쳐 나선다는 이야기.
2014년 10월 <어벤져스: 인피니티 워 - 파트 1>이라는 제목으로 제작계획이 처음 공개되었다. 2015년 4월에는 루소 형제가 감독을, 크리스토퍼 마커스·스티븐 맥필리가 각본을 맡는다고 마블 측에서 발표했다. 2016년 7월 마블은 본 작품의 제목을 <어벤져스: 인피니티 워>로 줄인다고 다시 밝혔다. 이번 작 최대의 빌런인 타노스 역에는 조시 브롤린이 캐스팅되었으며, 그간 MCU 영화에 출연해 왔던 여러 주연 배우들도 한자리에 모여 등장할 것이라는 소식도 전해졌다. 영화 촬영은 2017년 1월 미국 애틀랜타주에서 시작되어, 같은해 7월에 마무리됐다. 여기에 영국 스코틀랜드에서 추가 촬영이 이뤄졌다. 2018년 4월 23일 미국 로스앤젤레스에서 시사회를 가졌으며 전세계 개봉은 2018년 4월 27일에 이뤄졌다. 단 대한민국을 비롯한 일부 국가에서는 일찍이 4월 25일에 개봉하기도 했다.
작중 배경은 《캡탄 아메리카: 시빌 워》에서 2년이 지난 시점이다. 마블 측은 《인피니티 워》를 위한 사전 설정을 이미 여러 영화에서 소개시킨 바 있다. 특히 인피니티 스톤의 경우 《퍼스트 어벤져》에서는 테서렉트 (스페이스 스톤), 《어벤져스》에서는 로키가 들고 있던 원석 (마인드 스톤), 《토르: 다크 월드》에서는 에테르 (리얼리티 스톤), 《가디언즈 오브 갤럭시》에서는 오브 (파워 스톤), 《닥터 스트레인지》에서는 아가모토의 눈 (타임 스톤)을 일종의 맥거핀으로 활용하는 동시에 관객들에게 설정을 처음 보여주는 계기로 삼았다. 이와 더불어 타노스 역시 《어벤져스: 에이지 오브 울트론》에서 아직 스톤 자리가 비어있는 인피니티 건틀렛을 끼고 있는 모습으로 등장한 적이 있다. 《퍼스트 어벤져》에서 등장한 적이 있었던 레드 스컬도 이번 영화에서 마지막 인피니티 스톤 (소울 스톤)을 지키는 자로 등장하는데 이때 배우는 휴고 위빙이 아닌 로드 마컨드가 맡았다. 쿠키 영상에서는 닉 퓨리가 송신기로 조난신호를 보낸 뒤 그 화면에 캡틴 마블의 상징이 나타나는 장면이 담겼다.

### 앤트맨과 와스프 (2018)

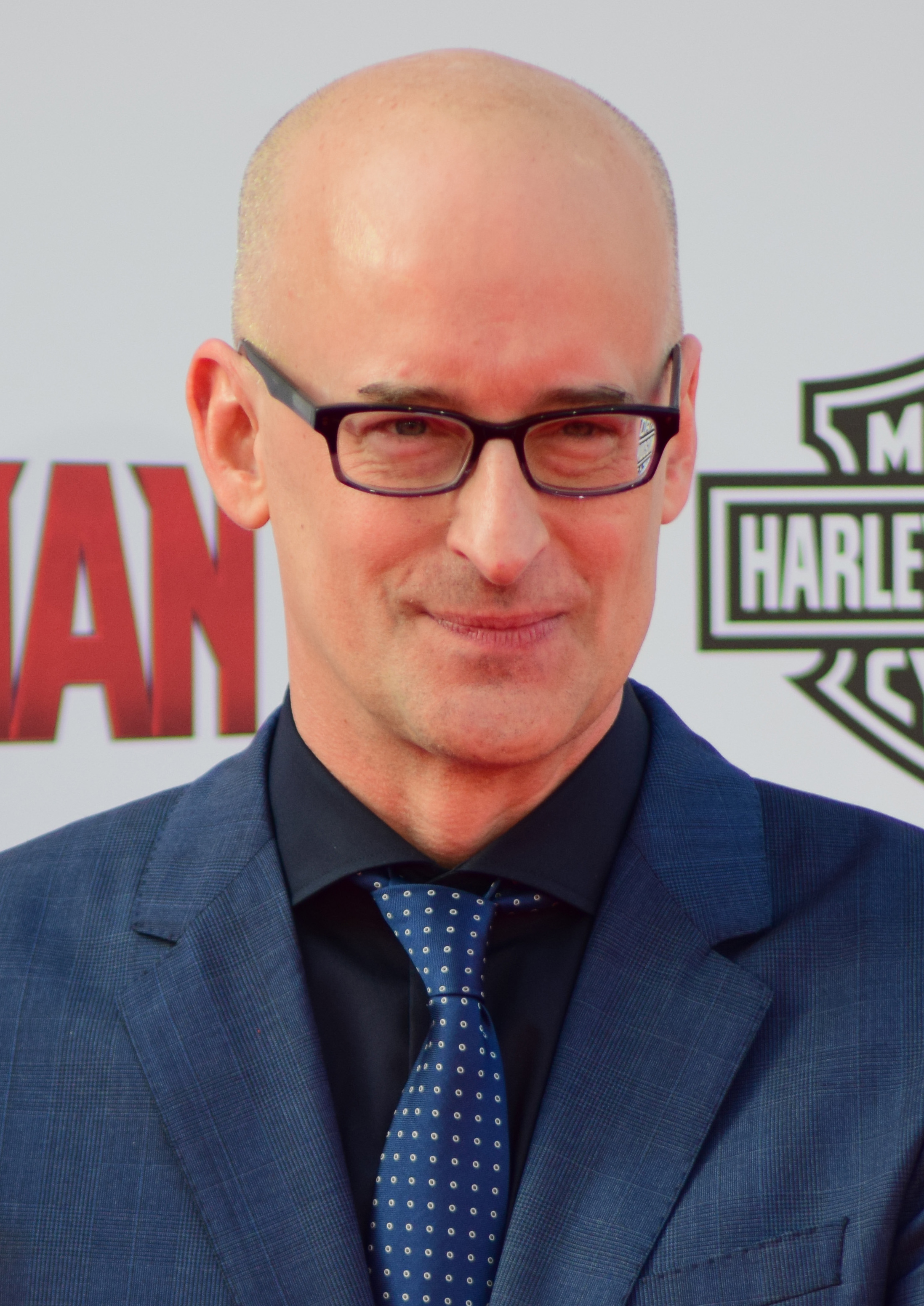
《앤트맨》, 《앤트맨과 와스프》의 감독 페이턴 리드

가장의 일상과 앤트맨의 활약에 동시에 나서던 스콧 랭은 와스프가 된 반 다인과 팀을 이루어 새로운 임무에 나선다.
2015년 10월 《앤트맨과 와스프》의 제작 계획이 처음 발표되었다. 그해 11월에는 차기작 감독으로 페이턴 리드가 다시 맡게 된다는 소식과, 폴 러드 (앤트맨), 에반젤린 릴리 (와스프)가 출연한다는 소식이 전해졌다. 2015년 12월에는 앤드류 배러, 개브리얼 페라리, 폴 러드가 각본을 맡는다고 밝혀졌고, 이후 2017년 8월 크리스 매케나와 에릭 서머스도 각본에 참여한다는 사실이 알려졌다. 2017년 2월에는 마이클 더글라스가 행크 핌 역으로 다시 한번 출연한다고 밝혀졌다. 같은해 7월에는 미셸 파이퍼가 자넷 반 다인 역으로 캐스팅되었다는 소식도 전해졌다. 영화 촬영은 2017년 8월 미국 애틀랜타주에서 시작됨과 동시에 샌프란시스코에서 추가 촬영이 이어졌고, 2017년 11월에 최종 마무리되었다. 이와 더불어 스티븐 브루사드가 공동 프로듀서를 맡게 된다는 사실도 알려졌다. 2018년 7월 25일 미국 할리우드에서 시사회를 가졌으며, 2018년 7월 4일 전세계 개봉, 7월 6일 미국 내 개봉을 거쳤다.
작중 배경은 《캡틴 아메리카: 시빌 워》에서 2년이 흐른 시점이며, 《어벤져스: 인피니티 워》보다는 앞서 진행된 사건들로 구성되어 있다. 이 때문에 쿠키 영상에서는 호프 반 다인, 행크 핌, 자넷 반 다인이 《어벤져스: 인피니티 워》에서의 사건으로 인한 후폭풍에 휘말리는 장면이 담겼다.

### 캡틴 마블 (2019)
두 외계 간의 범우주적 분쟁 속에 지구가 휘말린 가운데, 미국 공군 파일럿 캐롤 댄버스는 우주 최강의 히어로 캡틴 마블로 재탄생하게 되는데.
2013년 5월 《할리우드 리포터》는 마블 측이 미스 마블의 영화화 작업을 진행 중에 있다고 보도했다. 이후 2014년 10월 마블은 캐롤 댄버스를 주인공으로 한 《캡틴 마블》의 제작 계획을 공식적으로 밝혔다. 2015년 4월에는 니콜 펄만과 메그 르포브가 각본을 맡는다고 전해졌다. 2016년 샌디에이고 코믹콘 행사에서 캐롤 댄버스 역에 브리 라슨이 캐스팅되었다는 사실이 공개되었다. 2017년 4월에는 감독에 애나 보든과 라이언 플렉이 내정됐다. 같은해 8월에는 그간 각본 작업을 맡아온 펄만, 르포브를 대신해 제네바 로버트슨도렛이 맡게 될 것이라고 전해졌다. 영화의 최종 크레딧에는 보든, 플렉, 로버트슨도렛의 이름이 모두 실렸다. 2018년 1월 로케이션 촬영을 시작으로, 3월부터는 로스앤젤레스에서 본 촬영을 개시하였으며, 7월부로 모든 촬영을 마무리했다. 이후 2019년 3월 8일 전세계 개봉하였다.
작중 배경은 1995년이다. 새뮤얼 L. 잭슨, 자이먼 운수, 리 페이스, 클라크 그레그가 각각 닉 퓨리, 코라스, 로넌, 필 콜슨 역으로 출연한다. 여기에 스크럴 종족이 처음으로 MCU 세계관에 입성하였다. 크레딧 중반에 나오는 쿠키 영상은 루소 형제가 감독한 것으로, 《어벤져스: 엔드게임》의 첫 장면에 앞선 시점의 사건들을 다뤘다. 크리스 에반스 (스타브 로저스 역), 스칼렛 요한슨 (나타샤 로마노프 역), 돈 치들 (워 머신 역), 마크 러팔로 (브루스 배너 역) 등이 출연했다. 크레딧이 끝나고 나오는 쿠키 영상에는 고양이 구스가 퓨리의 책상 위에 테서랙트를 토하는 장면이 담겼다.

### 어벤져스: 엔드게임 (2019)
타노스의 핑거 스냅으로 우주 생명체의 절반이 사라지자, 살아남은 어벤져스 대원들은 지금까지의 참사를 원래대로 되돌리는 단 한번의 시도에 나선다.
2014년 10월 《어벤져스: 인피니티 워 - 파트 2》라는 이름으로 처음 발표됐다. 2015년 4월에는 루소 형제가 감독을 맡는다고 전해졌고 같은해 5월에는 각본에 크리스토퍼 마커스와 스티븐 맥필리가 참여한다고 밝혀졌다. 2016년 7월, 마블 측이 영화의 제목을 바꿀 예정이나 아직은 미정이라고 발표함으로서 '제목 미정의 어벤져스 영화'라는 이름으로 불리게 되었다. 《어벤져스: 인피니티 워》가 개봉한 이후인 2018년 12월 본 작품의 제목이 《어벤져스: 엔드게임》으로 결정되었다고 최종 공개되었다. 이번에도 조시 브롤린이 타노스 역으로 출연하는 것은 물론, 《인피니티 워》 이후 개봉된 《캡틴 마블》을 비롯하여 지금껏 MCU 영화에 출연해온 배우들이 한자리에 모여 출연한다. 영화 촬영은 인피니티 워 촬영이 끝난 2017년 8월 미국 애틀랜타주에서 시작되어, 2018년 1월에 마무리되었다. 이후 2019년 4월 26일 전세계 개봉하였다.
작중 배경은 《인피니티 워》에서 3주가 지난 시점으로부터 출발하며, 이후 5년을 건너뛴 시점에서 진행된다. MCU 영화 사상 처음으로 쿠키 영상은 들어가지 않았으며, 그 대신 최초의 MCU 영화였던 《아이언맨》에서 아이언맨 슈트를 만드는 망치질 소리를 삽입하는 것으로 대신했다. 북미의 일부 상영관에 한정하여 《스파이더맨: 파 프롬 홈》의 티저 예고편을 비롯한 특별 영상이 삽입되기도 했다. 이와 더불어 《엔드게임》은 로버트 다우니 주니어가 토니 스타크 역으로, 크리스 에반스가 스티브 로저스 역으로 출연하는 마지막 영화가 되었다.

### 스파이더맨: 파 프롬 홈 (2019)

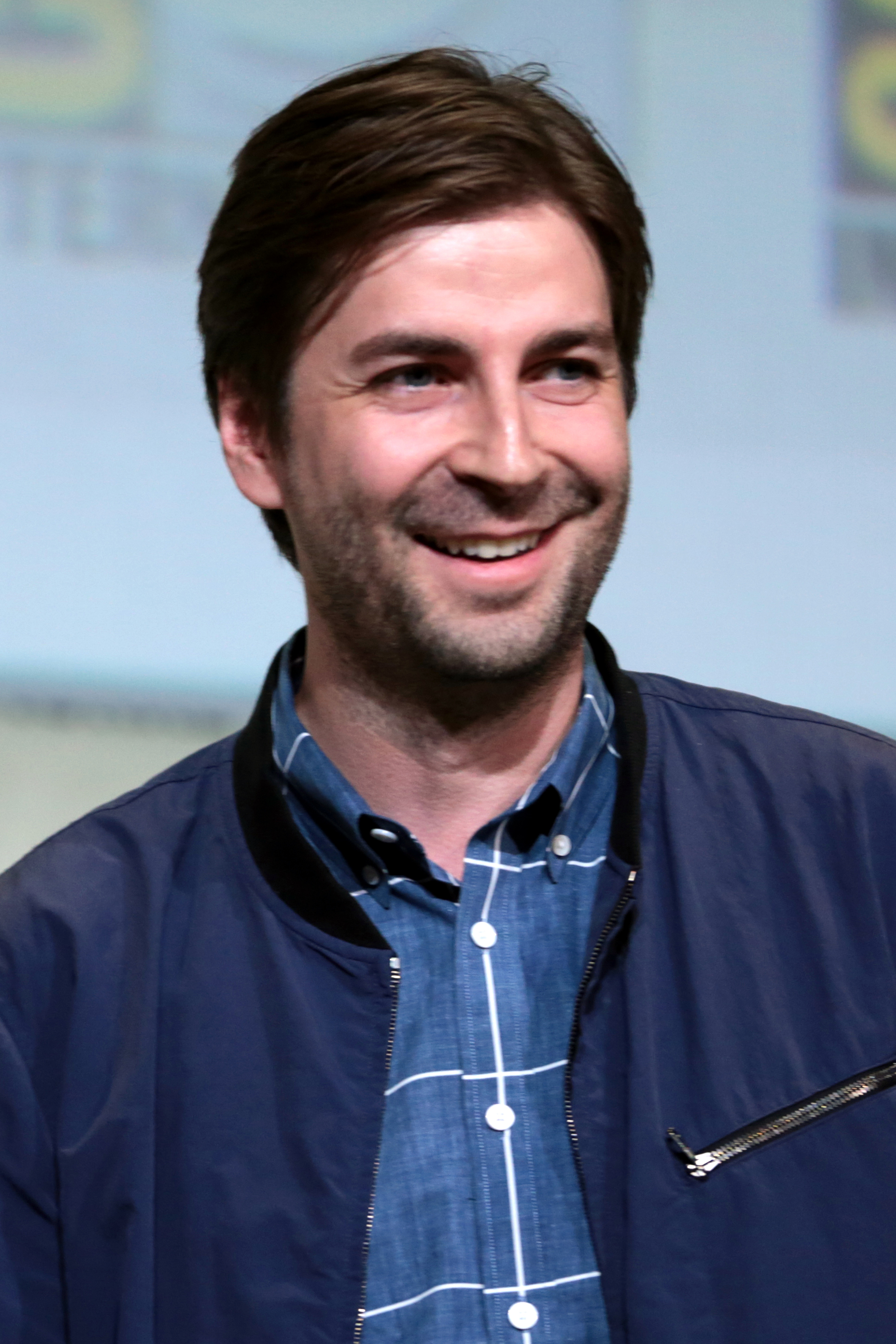
MCU 스파이더맨 시리즈의 감독 존 와츠

친구들과 유럽 수학여행에 나선 피터 파커가 닉 퓨리의 의뢰로 미스테리오와 힘을 합쳐 엘레멘탈과 맞서 싸우는 이야기.
2016년 12월 소니 픽쳐스는 《스파이더맨: 홈커밍》의 후속작을 기획 중에 있으며 개봉시점을 2019년 7월 5일로 잡았다. 이듬해에는 후속작 감독을 존 와츠가 다시 한번 맡는다고 전해졌다. 각본 역시 전작에 참여했던 크리스 매케나와 에릭 서머스가 맡는다. 2018년 6월에는 주연인 톰 홀랜드가 차기작의 제목이 《스파이더맨: 파 프롬 홈》이라고 공개하였다. 2018년 7월 영국 잉글랜드를 시작으로 체코, 이탈리아 베네치아, 미국 뉴욕시 등지에서 촬영이 진행되었으며 2018년 10월에 최종 마무리되었다. 한때는 페이즈 4의 첫번째 작품으로 알려져 있었으나, 2019년 4월 케빈 파이기가 《파 프롬 홈》은 페이즈 3의 마지막 영화라고 공개적으로 정정했다. 이와 더불어 해당 작품이 '인피니티 사가'를 마무리하는 작품이 될 것이라고도 밝혔다. 2019년 6월 26일 미국 할리우드에서 시사회를 가졌으며, 2019년 7월 2일 전세계 개봉했다.
작중 배경은 《어벤져스: 엔드게임》으로부터 8달이 지난 시점이다. 새뮤얼 잭슨과 코비 스멀더스가 각각 닉 퓨리, 마리아 힐 역할로 다시 출연한다. 크레딧 중반의 쿠키 영상에서는 J.K. 시몬스가 J. 조나 제임슨으로 출연하며, 크레딧이 끝나고 나서의 쿠키 영상에서는 《캡틴 마블》의 벤 멘델슨이 탈로스로, 섀론 블린이 소렌 역으로 출연한다.

## 출연 배우와 캐릭터
범례
다음 표는 마블 시네마틱 유니버스 페이즈 3에서 캐릭터의 등장 여부와 각 작품마다의 담당 배우를 표기한 것으로, 최소한 두 작품 이상 출연한 캐릭터들을 기준으로 삼았다.
- 회색 칸은 해당 작품에 등장하지 않은 것을 의미한다.
- C  카메오 출연
- V  목소리 출연

| 캐릭터                                         | 캡틴 아메리카: 시빌 워 (2016) | 닥터 스트레인지 (2016) | 가디언즈 오브 갤럭시 Vol. 2 (2017) | 스파이더맨: 홈커밍 (2017) | 토르: 라그나로크 (2017) | 블랙 팬서 (2018) | 어벤져스: 인피니티 워 (2018) | 앤트맨과 와스프 (2018) | 캡틴 마블 (2019) | 어벤져스: 엔드게임 (2019) | 스파이더맨: 파 프롬 홈 (2019) |
| ---------------------------------------------- | ----------------------------- | ---------------------- | ---------------------------------- | ------------------------- | ----------------------- | ---------------- | ---------------------------- | ---------------------- | ---------------- | ------------------------- | ----------------------------- |
| 에인션트 원                                    |                               | 틸다 스윈튼            |                                    |                           |                         |                  |                              |                        |                  | 틸다 스윈튼               |                               |
| 브루스 배너 헐크                               |                               |                        |                                    |                           | 마크 러팔로             |                  | 마크 러팔로                  |                        | 마크 러팔로C     | 마크 러팔로               |                               |
| 제임스 버키 반스 윈터 솔져 / 화이트 울프       | 세바스티안 스탄               |                        |                                    |                           |                         | 세바스티안 스탄C | 세바스티안 스탄              |                        |                  | 세바스티안 스탄           |                               |
| 클린트 바턴 호크아이                           | 제레미 레너                   |                        |                                    |                           |                         |                  |                              |                        |                  | 제레미 레너               |                               |
| 캐롤 댄버스 캡틴 마블                          |                               |                        |                                    |                           |                         |                  |                              |                        | 브리 라슨        | 브리 라슨                 |                               |
| 드랙스                                         |                               |                        | 데이브 바티스타                    |                           |                         |                  | 데이브 바티스타              |                        |                  | 데이브 바티스타           |                               |
| 닉 퓨리                                        |                               |                        |                                    |                           |                         |                  | 새뮤얼 L. 잭슨C              |                        | 새뮤얼 L. 잭슨   | 새뮤얼 L. 잭슨            | 새뮤얼 L. 잭슨                |
| 가모라                                         |                               |                        | 조 샐다나                          |                           |                         |                  | 조 샐다나                    |                        |                  | 조 샐다나                 |                               |
| 그루트                                         |                               |                        | 빈 디젤V                           |                           |                         |                  | 빈 디젤V                     |                        |                  | 빈 디젤V                  |                               |
| 헤임달                                         |                               |                        |                                    |                           | 이드리스 엘바           |                  | 이드리스 엘바                |                        |                  |                           |                               |
| 마리아 힐                                      |                               |                        |                                    |                           |                         |                  | 코비 스멀더스C               |                        |                  | 코비 스멀더스             | 코비 스멀더스                 |
| 해롤드 해피 호건                               |                               |                        |                                    | 존 패브로                 |                         |                  |                              |                        |                  | 존 패브로                 | 존 패브로                     |
| 로저 해링턴                                    |                               |                        |                                    | 마틴 스타                 |                         |                  |                              |                        |                  |                           | 마틴 스타                     |
| 미셸 MJ 존스                                   |                               |                        |                                    | 젠데이아                  |                         |                  |                              |                        |                  |                           | 젠데이아                      |
| 크래글린                                       |                               |                        | 숀 건                              |                           |                         |                  |                              |                        |                  | 숀 건                     |                               |
| 캐시 랭                                        |                               |                        |                                    |                           |                         |                  |                              | 애비 라이더 포트슨     |                  | 에마 퍼먼                 |                               |
| 스콧 랭 앤트맨                                 | 폴 러드                       |                        |                                    |                           |                         |                  |                              | 폴 러드                |                  | 폴 러드                   |                               |
| 네드 리즈                                      |                               |                        |                                    | 제이컵 배털론             |                         |                  | 제이컵 배털론                |                        |                  | 제이컵 배털론             | 제이컵 배털론                 |
| 로키                                           |                               |                        |                                    |                           | 톰 히들스턴             |                  | 톰 히들스턴                  |                        |                  | 톰 히들스턴               |                               |
| 맨티스                                         |                               |                        | 폼 클레멘티에프                    |                           |                         |                  | 폼 클레멘티에프              |                        |                  | 폼 클레멘티에프           |                               |
| 완다 막시모프 스칼렛 위치                      | 엘리자베스 올슨               |                        |                                    |                           |                         |                  | 엘리자베스 올슨              |                        |                  | 엘리자베스 올슨           |                               |
| 음바쿠                                         |                               |                        |                                    |                           |                         | 윈스턴 듀크      | 윈스턴 듀크                  |                        |                  | 윈스턴 듀크               |                               |
| 네뷸라                                         |                               |                        | 캐런 길런                          |                           |                         |                  | 캐런 길런                    |                        |                  | 캐런 길런                 |                               |
| 오코예                                         |                               |                        |                                    |                           |                         | 다나이 구리라    | 다나이 구리라                |                        |                  | 다나이 구리라             |                               |
| 메이 파커                                      | 마리사 토메이                 |                        |                                    | 마리사 토메이             |                         |                  |                              |                        |                  | 마리사 토메이             | 마리사 토메이                 |
| 피터 파커 스파이더맨                           | 톰 홀랜드                     |                        |                                    | 톰 홀랜드                 |                         |                  | 톰 홀랜드                    |                        |                  | 톰 홀랜드                 | 톰 홀랜드                     |
| 버지니아 페퍼 포츠                             |                               |                        |                                    | 기네스 팰트로             |                         |                  | 기네스 팰트로                |                        |                  | 기네스 팰트로             |                               |
| 행크 핌                                        |                               |                        |                                    |                           |                         |                  |                              | 마이클 더글라스        |                  | 마이클 더글라스           |                               |
| 피터 퀼 스타로드                               |                               |                        | 크리스 프랫                        |                           |                         |                  | 크리스 프랫                  |                        |                  | 크리스 프랫               |                               |
| 라몬다                                         |                               |                        |                                    |                           |                         | 앤절라 배싯      |                              |                        |                  | 앤절라 배싯               |                               |
| 제임스 로디 로드스 워 머신 / 아이언 패트리어트 | 돈 치들                       |                        |                                    |                           |                         |                  | 돈 치들                      |                        | 돈 치들C         | 돈 치들                   |                               |
| 로켓                                           |                               |                        | 브래들리 쿠퍼V                     |                           |                         |                  | 브래들리 쿠퍼V               |                        |                  | 브래들리 쿠퍼V            |                               |
| 스티브 로저스 캡틴 아메리카                    | 크리스 에번스                 |                        |                                    | 크리스 에번스             |                         |                  | 크리스 에번스                |                        | 크리스 에번스C   | 크리스 에번스             |                               |
| 나타샤 로마노프 블랙 위도우                    | 스칼렛 요한슨                 |                        |                                    |                           |                         |                  | 스칼렛 요한슨                |                        | 스칼렛 요한슨C   | 스칼렛 요한슨             |                               |
| 에버렛 K. 로스                                 | 마틴 프리만                   |                        |                                    |                           |                         | 마틴 프리만      |                              |                        |                  |                           |                               |
| 선더볼트 로스                                  | 윌리엄 허트                   |                        |                                    |                           |                         |                  | 윌리엄 허트                  |                        |                  | 윌리엄 허트               |                               |
| 브록 럼로 크로스본즈                           | 프랭크 그릴로                 |                        |                                    |                           |                         |                  |                              |                        |                  | 프랭크 그릴로             |                               |
| 슈리                                           |                               |                        |                                    |                           |                         | 레티티아 라이트  | 레티티아 라이트              |                        |                  | 레티티아 라이트           |                               |
| 토니 스타크 아이언맨                           | 로버트 다우니 주니어          |                        |                                    | 로버트 다우니 주니어      |                         |                  | 로버트 다우니 주니어         |                        |                  | 로버트 다우니 주니어      |                               |
| 탈로스                                         |                               |                        |                                    |                           |                         |                  |                              |                        | 벤 멘델슨        |                           | 벤 멘델슨C                    |
| 타노스                                         |                               |                        |                                    |                           |                         |                  | 조시 브롤린                  |                        |                  | 조시 브롤린               |                               |
| 닥터 스트레인지                                |                               | 베네딕트 컴버배치      |                                    |                           | 베네딕트 컴버배치       |                  | 베네딕트 컴버배치            |                        |                  | 베네딕트 컴버배치         |                               |
| 티찰라 블랙 팬서                               | 채드윅 보즈먼                 |                        |                                    |                           |                         | 채드윅 보즈먼    | 채드윅 보즈먼                |                        |                  | 채드윅 보즈먼             |                               |
| 토르                                           |                               | 크리스 헴스워스C       |                                    |                           | 크리스 헴스워스         |                  | 크리스 헴스워스              |                        |                  | 크리스 헴스워스           |                               |
| 호프 반 다인 와스프                            |                               |                        |                                    |                           |                         |                  |                              | 에반젤린 릴리          |                  | 에반젤린 릴리             |                               |
| 자넷 반 다인                                   |                               |                        |                                    |                           |                         |                  |                              | 미셸 파이퍼            |                  | 미셸 파이퍼               |                               |
| 발키리                                         |                               |                        |                                    |                           | 테사 톰슨               |                  |                              |                        |                  | 테사 톰슨                 |                               |
| 비전                                           | 폴 베터니                     |                        |                                    |                           |                         |                  | 폴 베터니                    |                        |                  |                           |                               |
| 샘 윌슨 팰컨                                   | 앤서니 매키                   |                        |                                    |                           |                         |                  | 앤서니 매키                  |                        |                  | 앤서니 매키               |                               |
| 웡                                             |                               | 베네딕트 웡            |                                    |                           |                         |                  | 베네딕트 웡                  |                        |                  | 베네딕트 웡               |                               |

## 같이 보기
- 인피니티 사가
  - 마블 시네마틱 유니버스: 페이즈 1
  - 마블 시네마틱 유니버스: 페이즈 2
  - 마블 시네마틱 유니버스: 페이즈 3